# Arnoldas Kulboka
Arnoldas Kulboka (Marijampolė, 4 de janeiro de 1998) é um jogador lituano de basquete profissional que atualmente joga pelo Charlotte Hornets da National Basketball Association (NBA) e o Greensboro Swarm da G-League.
Após jogar em clubes na Europa, Kulboka foi selecionado pelos Hornets como a 55º escolha geral no Draft da NBA de 2018.

## Carreira profissional

### Žalgiris-2 (2014–2015)
Kulboka jogou nas categorias de base do Žalgiris Kaunas e com a equipe reserva do clube, Žalgiris-2 Kaunas.

### Brose Bamberg (2015–2017)
Kulboka assinou um contrato de cinco anos com o Brose Bamberg da Alemanha em agosto de 2015. Em seus dois primeiros anos, ele atuou exclusivamente no Baunach Young Pikes, sua equipe afiliada na 2º Divisão Alemã.
Em 2016, ele participou do Basquete Sem Fronteiras Basketball em Toronto, Canadá e do Adidas Eurocamp em Treviso.
Na temporada de 2016-17, ele melhorou suas estatísticas para 14,7 pontos, 4,3 rebotes e 2,0 assistências. Em 1º de maio de 2017, em uma vitória por 61-74 sobre o Medipolis SC Jena, Kulboka fez sua estreia pelo Brose Bamberg na Bundesliga. Ele registrou 13 pontos e 5 rebotes.
Em junho de 2017, Kulboka participou do Adidas Eurocamp. Após marcar 10 arremessos de três pontos seguidos, ele foi eleito o melhor arremessador do acampamento. Durante o mesmo ano, ele se declarou para o Draft da NBA de 2017, mas desistiu em 12 de junho.

### Orlandina (2017–2018)
Em 14 de julho de 2017, Kubolka ingressou por empréstimo no Orlandina Basket da Liga Italiana. Depois de ter médias de 10,3 pontos, 5 rebotes e 1,1 assistências durante a temporada de 2017-18 da Liga dos Campeões da FIBA, ele foi nomeado o Melhor Jogador Jovem do torneio.

### Bilbao (2019–2021)
Em 6 de agosto de 2019, Kulboka assinou com o Bilbao Basket da Liga ACB. Ele teve médias de 8,5 pontos e 3,6 rebotes em sua primeira temporada com a equipe. Em 12 de junho de 2020, Kulboka renovou seu contrato por duas temporadas. No verão de 2021, ele deixou Bilbao depois de receber uma oferta do Charlotte Hornets.

### Charlotte Hornets (2021–Presente)
Perto do final da temporada de 2017-18, Kulboka colocou seu nome no draft da NBA de 2018, sendo um dos 11 jogadores internacionais a se declarar para o draft no início daquele ano. Em 21 de junho de 2018, ele foi selecionado pelo Charlotte Hornets como a 55º escolha geral.
Ele representou os Hornets durante a Summer League de 2018. Durante seu jogo de estreia, ele marcou 12 pontos e ajudou seu time a alcançar uma vitória por 88-87 sobre o Oklahoma City Thunder. Kulboka também jogou a Summer League de 2019 e registrou 18 pontos e 4 rebotes contra a Seleção Chinesa.
Em 3 de agosto de 2021, os Hornets assinaram um contrato de mão dupla com Kulboka. Sob os termos do acordo, ele dividirá o tempo entre os Hornets e o seu afiliado da G-League, o Greensboro Swarm.

## Carreira na seleção
Nos níveis juvenis, Kulboka representou a Lituânia no cenário internacional em várias ocasiões, inclusive no EuroBasket Sub-16 de 2014 e no EuroBasket Sub-18 de 2015.
No EuroBasket Sub-18 de 2016, ele teve média de 15,7 pontos e levou a medalha de prata com a sua seleção. Ele também competiu na Copa do Mundo Sub-19 de 2017 e teve média de 13,7 pontos.
Em 26 de fevereiro de 2018, Kulboka estreou como membro da seleção principal da Lituânia, registrando nove pontos, cinco rebotes e duas assistências na vitória sobre Kosovo por 106-50 durante a Qualificação para a Copa do Mundo.

## Estatísticas na NBA

### Temporada regular
| Ano     | Equipe    | PJ | PT | MPJ | AP   | 3P   | LL | RT | AS | BR | TO | PPJ |
| ------- | --------- | -- | -- | --- | ---- | ---- | -- | -- | -- | -- | -- | --- |
| 2021–22 | Charlotte | 2  | 0  | 2.5 | .000 | .000 | —  | .0 | .0 | .0 | .0 | .0  |

Fonte: